# Massimo Loviso
Massimo Loviso (* 9. April 1984 in Bentivoglio, BO) ist ein italienischer Fußballspieler. Der defensive Mittelfeldspieler spielt derzeit in der Serie B für den FC Turin.

## Verein
Lovisos Karriere begann 2003 beim FC Bologna, bei welchem er 57 Ligaspiele bestritt und vier Jahre (bis 2007) unter Vertrag stand. In seiner letzten Saison bei Bologna wurde er an Sambenedettese Calcio, einem italienischen Verein in der Serie C1/B, ausgeliehen. Ab Saison 2007/08 stand Loviso beim AS Livorno unter Vertrag. 2009 wechselte er zum FC Turin.

## Nationalmannschaft
Loviso spielte in den Jahren 2004 und 2005 insgesamt sechsmal für die italienische U-21-Nationalmannschaft.